# Sint-Barbarainstituut

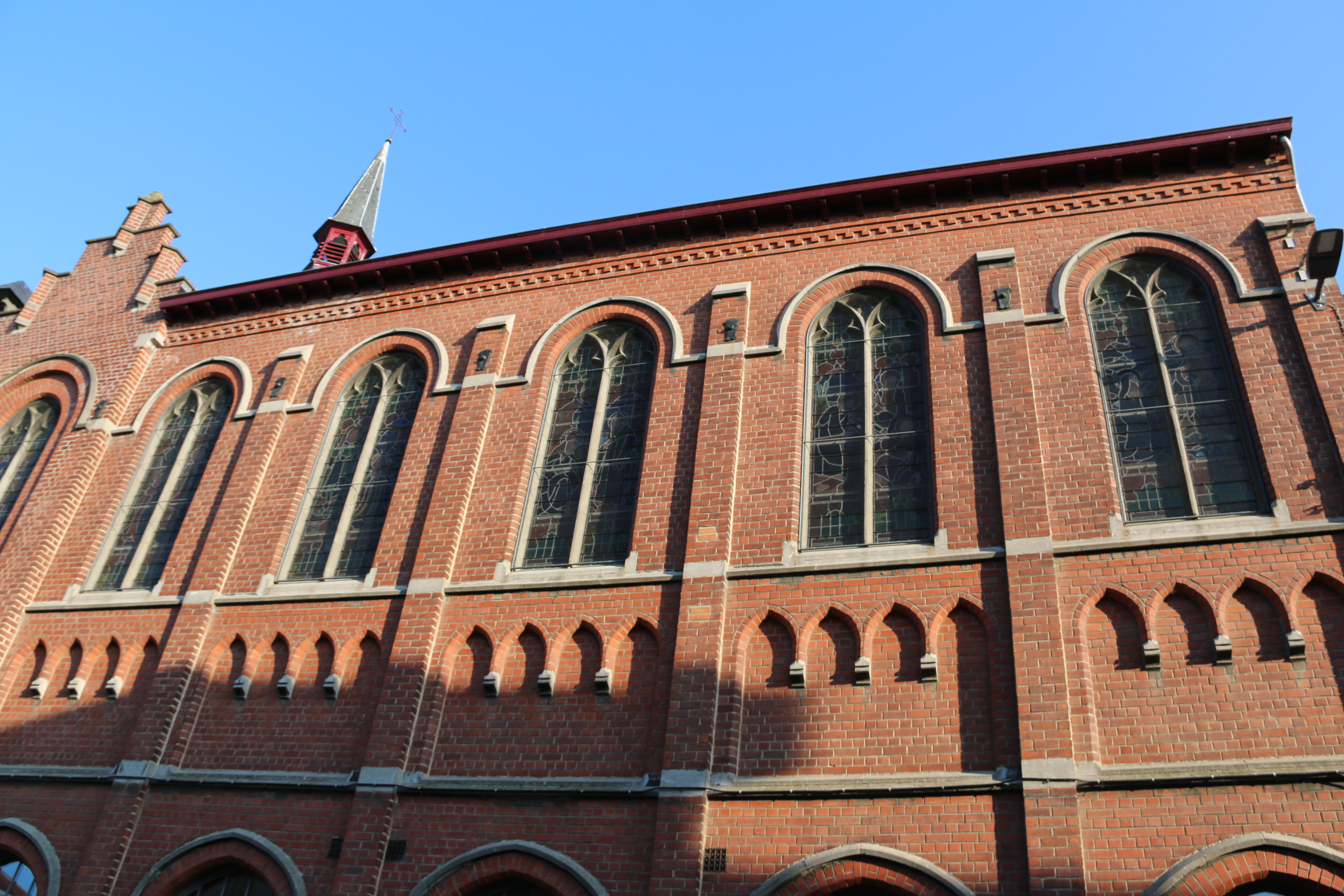
Het neogotische gebouw van Dekenaal Centrum Sint-Barbara

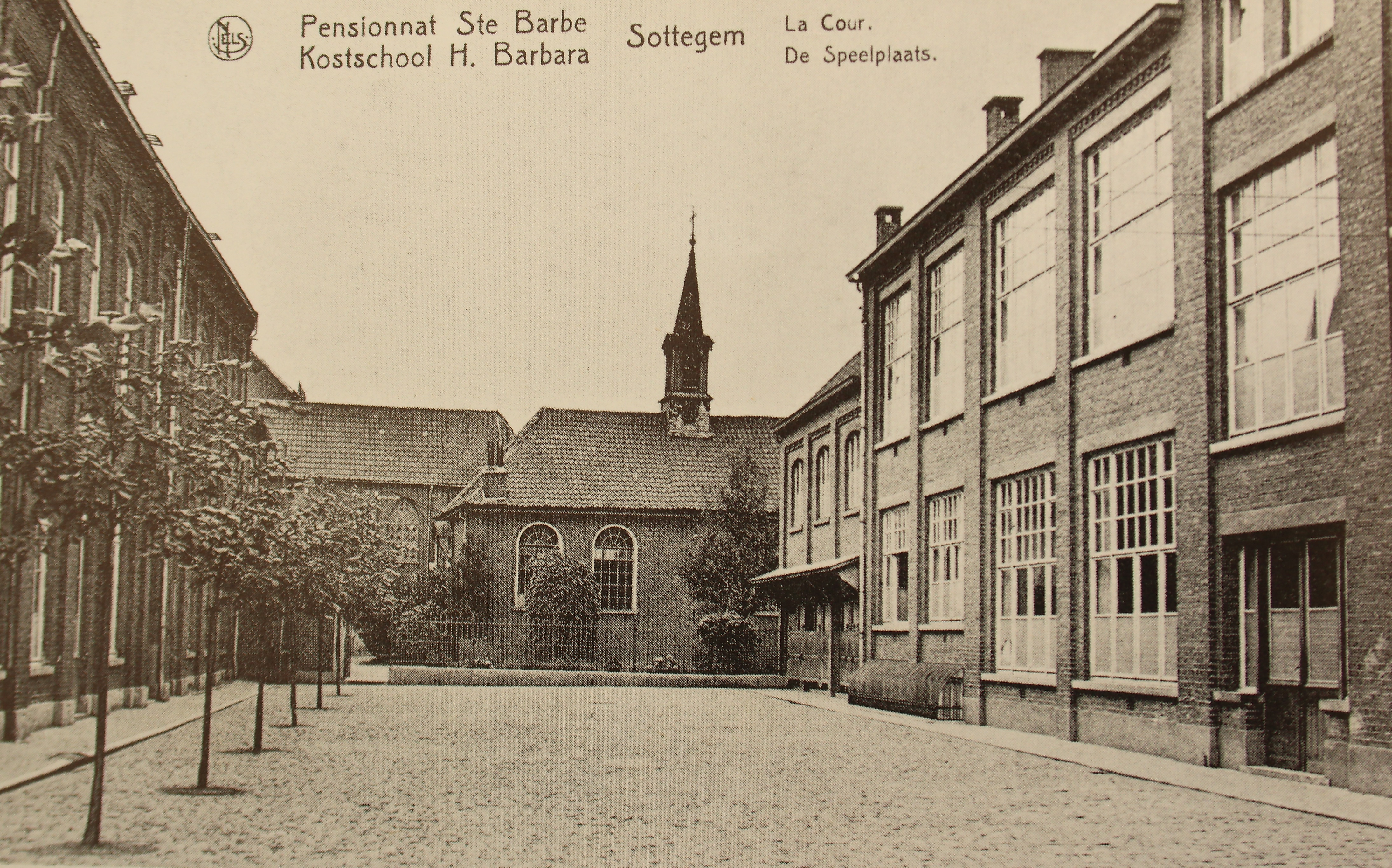
De speelplaats en kapel (historische prentbriefkaart)

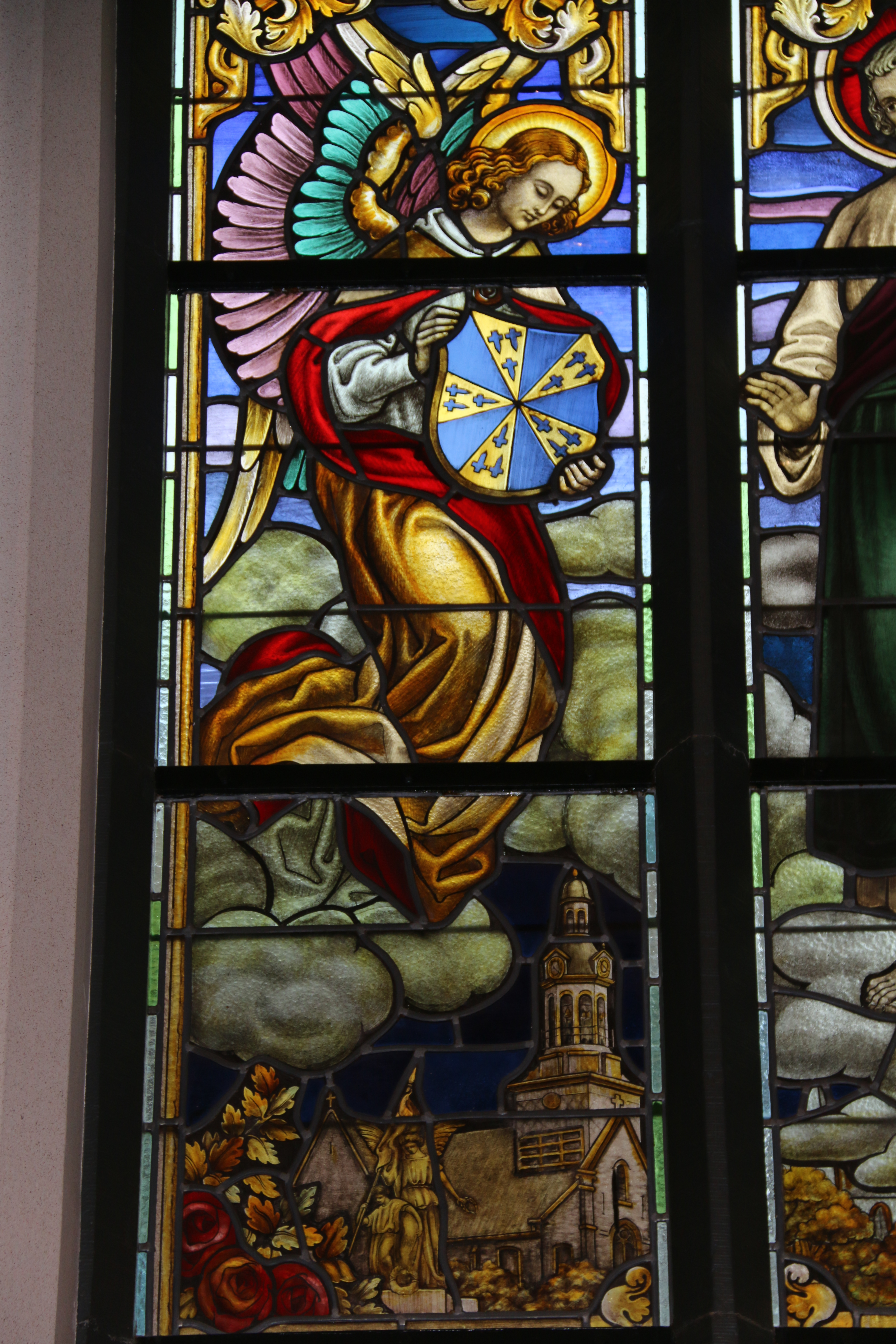
Glasraam in de kapel

Het voormalige gebouw van het Sint-Barbarainstituut (of Sint-Barbaraklooster), het huidige Dekenaal centrum Sint-Barbara is een neogotisch gebouw aan de Zavel 15 in het Belgische Zottegem. Het bakstenen gebouw met kapel en torentje werd opgetrokken tussen 1925 en 1928 naar plannen van aannemer Victor Stordeur. Het gebouw staat vlak bij de Onze-Lieve-Vrouw-Hemelvaartkerk.

## Geschiedenis
Op 31 oktober 1818 werd uit het het legaat van de ongehuwde ijzerkoopman Jan Emanuel Dubelloy (1762-1815) een armenschool opgericht aan de Neerstraat, waar arme en weesmeisjes (om aldaar te ontfangen en t'onderhouden alle aerme en weeze meyskens, geboortig dezer commune) tussen 5 en 18 jaar werden opgevangen onder bescherming van de Heilige Barbara. In 1827 verhuisde de armenschool naar de Nieuwstraat, met als verplichting ook oude behoeftigen op te nemen en te verzorgen. In 1836 werd een gasthuis toegevoegd aan de school, net als een tehuis voor oudere vrouwen. Vanaf november 1837 werd het een heus klooster van de 'Susters van de Heylige Barbara' of 'Zusters van het Weeshuis'. Na de stichting van het Zottegemse burgerlijk hospitaal in 1845 hielden de zusters zich enkel nog bezig met wezenopvang en onderwijs. De zusters traden vanaf 1858 toe tot de Zusters Franciscanessen.  Tussen 1925 en 1928 werd het huidige kloostergebouw opgetrokken aan de Zavel, op de plaats waar vroeger huisjes stonden. 
In het gebouw bevindt zich de Sint-Jozefskapel (met torentje en glasramen), die op 11 november 1928 werd ingewijd. Weldoenster Pharailde Braeckman schonk 14 glasramen (van de firma Grossé uit Brugge), een altaar en een verguld tabernakel, aannemer Victor Stordeur één glasraam. De glasramen in de deur van de kapel stellen Christus Koning voor en de vier evangelisten met hun zinnebeeld. Onder de schildering achter het altaar staat geschreven Per admirabilem Ascensionem tuam, libera nos Domine. 
In een zaal van het gebouw bevinden zich olieverfschilderijen van verschillende taferelen uit het Zottegemse (zicht op Zottegem, Rozebeke, Grotenberge, Velzeke, tuin van het kasteel van Leeuwergem,...) van de hand van kunstenaar Raymond Verstraeten en zonen. Het oude weeshuis aan de Nieuwstraat werd afgebroken en in 1936 vervangen door nieuwe schoolgebouwen.
De lagere school van het Sint-Barbarainstituut werd vanaf 2001 samengevoegd met het Gesticht Onze-Lieve-Vrouw van Deinsbeke tot Basisschool Sint-Barbaracollege (met afdelingen in Bevegem en aan de Trapstraat). De middelbare school van het Sint-Barbarainstituut werd vanaf 2004 als 'Campus Centrum' onderdeel van het Onze-Lieve-Vrouwcollege. Het was de bedoeling dat Campus Centrum zou sluiten na schooljaar 2021-2022 maar tot op heden bestaat de campus nog steeds.
Sinds 2016 is het historische gebouw op de Zavel omgevormd tot het dekenaal centrum Sint-Barbara, met kerkelijke administratie. Op 10 september 2017 werd het centrum ingewijd door bisschop Luc Van Looy. Tijdens de coronapandemie werden er online misvieringen gehouden.

## Afbeeldingen

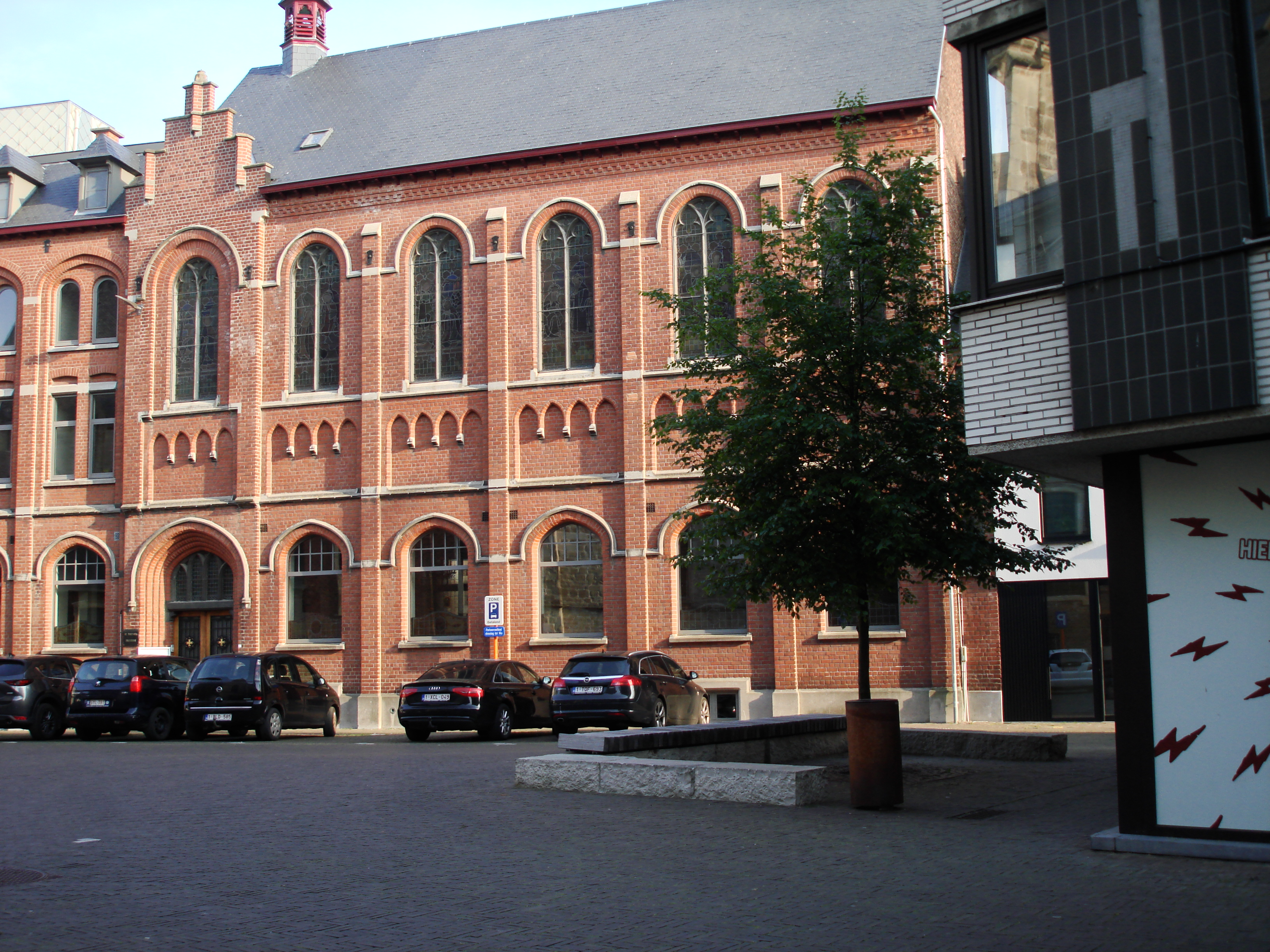
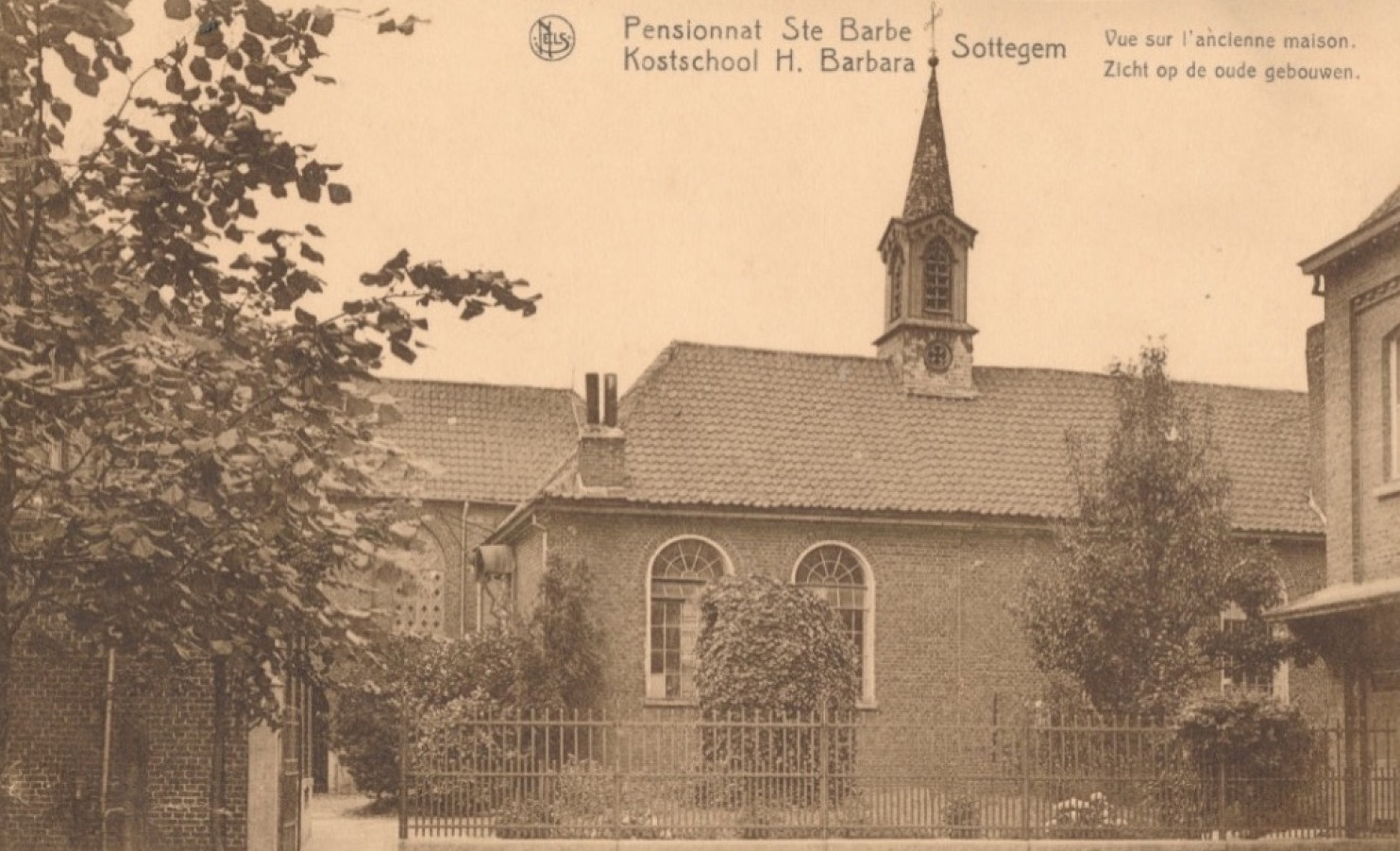
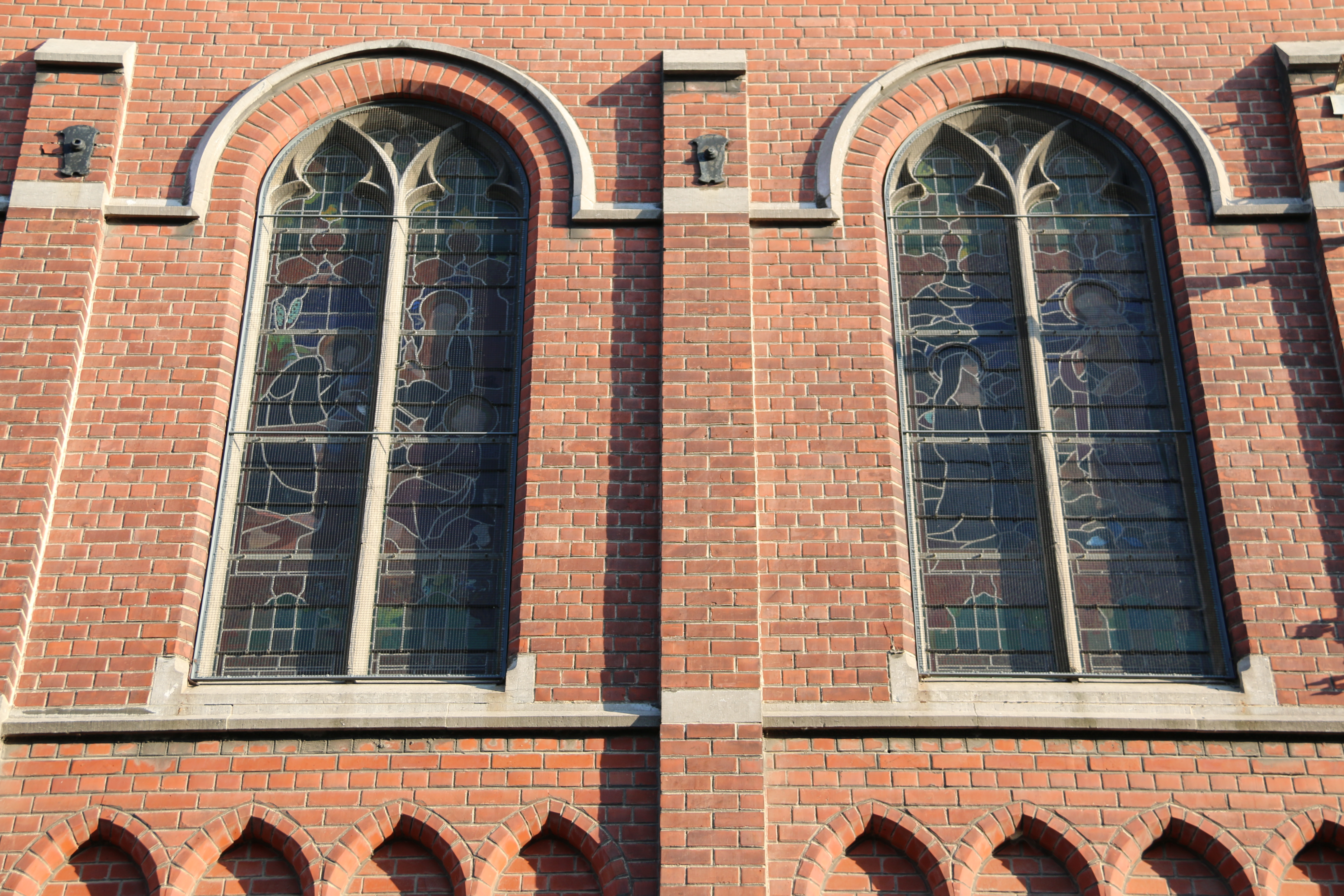
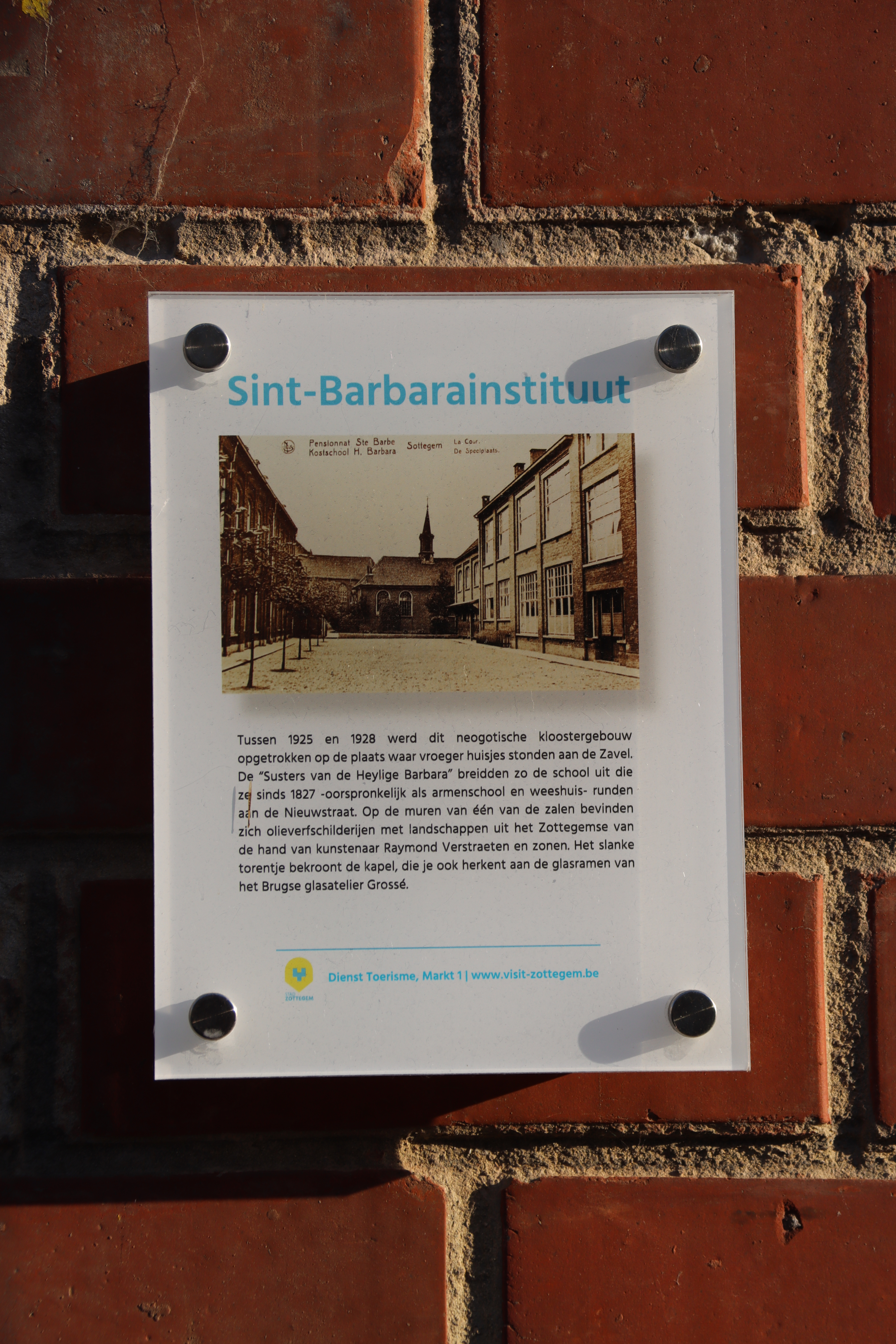